# Echosmith
Echosmith é uma banda de indie pop estadunidense, formada em fevereiro de 2009 em Toluca Lake, distrito do vale de São Fernando, região da cidade de Los Angeles, no estado da Califórnia. A banda é composta por três irmãos, sendo eles Graham, Sydney e Noah Sierota. Originalmente, a formação incluía Jamie Sierota, que declarou a sua saída na banda em 14 de novembro de 2016. O grupo assinou contrato com a Warner Bros Records em maio de 2012. Eles são mais conhecidos por sua canção "Cool Kids", que alcançou a décima terceira posição na Billboard Hot 100. O primeiro single do grupo foi "Tonight We're Making History", lançado 5 de junho de 2012, e foi performado em um promocional da NBC para os Jogos Olímpicos de Verão de 2012. Em junho de 2013, a banda lançou o single "Come Together". O álbum de estreia da banda, Talking Dreams, foi lançado em 8 de outubro de 2013.

## Vida
Os membros do grupo nasceram em uma família de músicos, onde todos aprenderam a tocar diversos instrumentos na infância. Os membros do grupo afirmam que tiveram a infância influenciada pelo rock, tendo como principais influenciadores bandas como, Coldplay, Muse, Echo & the Bunnymen, The Smiths, U2, Joy Division, Fleetwood Mac, entre outros. O grupo é formado por quatro irmãos, tendo diferença de idade de seis anos do mais velho o guitarrista Jamie Sierota, nascido em 9 de abril de 1993, para o mais novo, o baterista Graham Sierota, nascido em 5 de fevereiro de 1999, tendo ainda como integrantes, o baixista Noah Sierota e a vocalista Sydney Sierota.

## Carreira

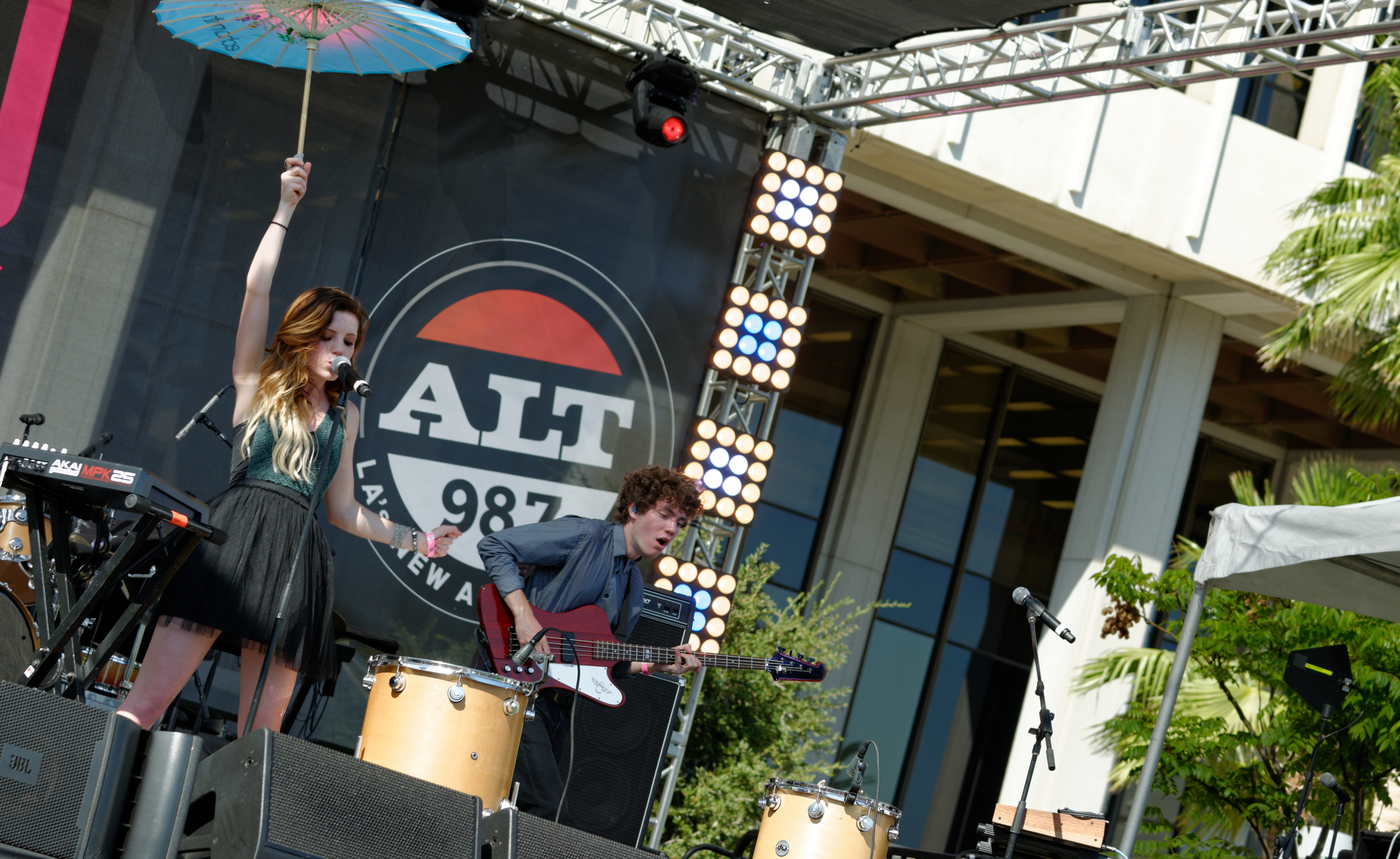
O grupo em uma performance em julho de 2014

### 2009-2012: Início da carreira
Inicialmente a banda lançou diversos covers de canções famosas como "I Will Wait" de Mumford and Sons, "Lights" de Ellie Goulding, "Set Fire to the Rain" de Adele, e "Princess of China" parceria de Coldplay com Rihanna. A banda é gerenciada por Jeffery David e The Knoller Group.

### 2013-2016:Summer Sampler,Talking DreamseAcoustic Dreams
Em abril de 2013, o Echosmith foi nomeado uma das "100 bandas que você tem que conhecer" da Alternative Press. Em 31 de maio de 2013, o Echosmith lançou o single "Come Together" no YouTube. O vídeo foi dirigido por Justin Coloma e filmado em Los Angeles, Califórnia. Em 31 de maio de 2013 a banda lançou o EP Summer Sampler para download digital em seu site oficial. Seu primeiro single, "Cool Kids" foi lançado em 31 de maio de 2013. A canção estreou na posição 87 na Billboard Hot 100, posteriormente alcançando a décima terceira posição. A canção estreou na Billboard Hot 100 Airplay, na posição 94 antes de alcançar a posição 50 na parada das rádios, permanecendo nela por quatro semanas.
Em 7 de junho de 2013, a banda fez um show gratuito na Warner Bros. Records, em Burbank, Califórnia com transmissão simultânea no canal do grupo no YouTube A grupo foi destaque na ESPN, com as canções "Come Together", "Let's Love", e "March Into the Sun". No mesmo ano o grupo realizou apresentações no Vans Warped Tour. O grupo já fez a abertura do show da banda Owl City, assim como as bandas Twenty One Pilots e Neon Trees. A banda fez parte da turnê do Owl City no Estados Unidos e Canadá, fazendo os shows de abertura para a banda no verão de 2013.
O álbum de estreia da banda, Talking Dreams, foi lançado em 8 de outubro de 2013. Em 3 de dezembro de 2013, o grupo lançou a faixa "I Heard the Bells on Christmas Day", deixando a como download gratuito até o fim do mês. A banda tocou a canção "Cool Kids" em 31 de dezembro de 2013, durante o programa Teen Nick Top 10, antes da contagem regressiva do Ano Novo, apresentado por Nick Cannon. Em 2014 o grupo foi selecionado pela MTV para concorrer ao prêmio "Artista revelação". A canção "Surround You" foi destaque na trilha sonora do filme Endless Love. O grupo participou da Vans Warped Tour em 2014, pelo segundo ano consecutivo. Em junho de 2014 o grupo performou o single "Cool Kids" no talk show Conan. Em 10 de junho a banda lançou o EP Acoustic Dreams com quatro faixas inéditas e uma versão acústica do single "Cool Kids", que estreou no canal do grupo no Youtube em 3 de junho de 2014.

### 2017-2018
Em 29 de setembro de 2017, a banda lançou seu o 3º Extended Play (EP) Inside a Dream, com os singles "Goodbye", ''Future Me'', ''Dear World'' e ''Get Into My Car''. No YouTube, os clipes e lyric videos do álbum totalizaram quase 20 milhões de visualizações.
Em 10 de novembro de 2017, a banda lançou seu 4º Extended Play (EP) An Echosmith Christmas, com os singles "I Heard the Bells on Christmas Day" e "Happy XMas (War is Over)", com a participação especial de Hunter Hayes.
Em 20 de março de 2018, Echosmith lançou ''Over My Head'', que no YouTube conta com mais de 10 milhões de visualizações. Um ano depois, em 22 de março de 2019, Echosmith lançou seu cover "Reflektor", da banda Arcade Fire. No mesmo ano, a banda fez uma parceria com Audien e lançou seu single "Favorite Sound", e, alguns meses depois, lançou seu single "God Only Knows", com a banda cristã "For King & Country" e o remix de Timbaland.

### 2019-2020
A promoção do segundo álbum de estúdio do grupo começou em setembro de 2019, quando, no dia 27, foi lançado o lyric video vertical do primeiro single do novo álbum homônimo, "Lonely Generation". Mais tarde, em 15 de outubro, o vídeo oficial do primeiro single foi transmitido no YouTube, o qual, atualmente conta com mais de 3 milhões de visualizações. O segundo e último single antes do lançamento do novo álbum foi divulgado em 22 de novembro de 2019, chamado "Shut up and Kiss Me" e atualmente contabiliza mais de 1 milhão de views no vídeo oficial.
Em 10 de janeiro de 2020, o grupo lançou, depois de 7 anos, o seu segundo álbum de estúdio, chamado "Lonely Generation". Em 6 meses de lançamento o disco contabilizou mais de 5 milhões de streamings somente no Spotify. A divulgação do álbum ainda continuou após o lançamento, com a postagem no YouTube dos vídeos de mais 8 singles promocionais, "Diamonds", "Lost Somebody", "Stuck", "Follow You", "Scared to Be Alone", "Everyone Cries", "Love You Better" e "I Don't Wanna Lose My LOve".

## Membros

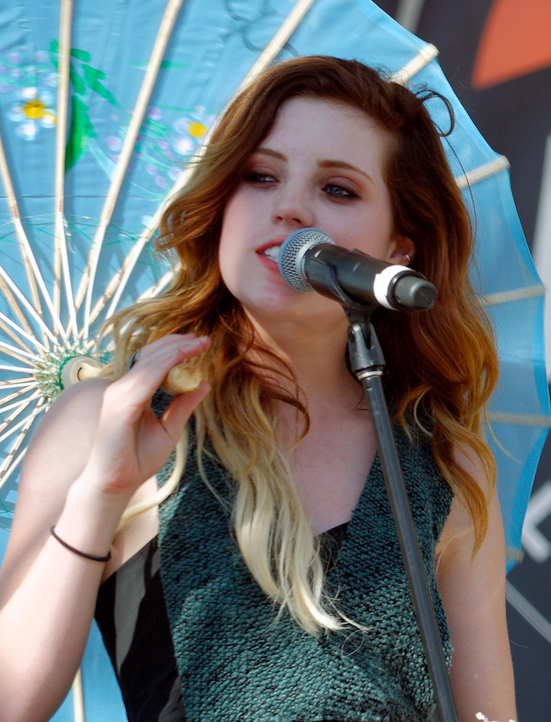
A vocalista do grupo Sydney Sierota.

- Graham Jeffery David Sierota (Nascido em 5 de fevereiro de 1999) - Baterista[30]
- Sydney Grace Ann Sierota (Nascida em 21 de abril de 1997) - Vocalista[31]
- Noah Jeffery David Joseph Sierota (Nascido em 1 de janeiro 1996) - Baixista e backing vocals

## Influências
O Echosmith é descrito como grupo de indie pop, com influências do rock da década de 1980. A banda cita o The Smiths como uma das influências do grupo. A vocalista Sydney é com frequência comparada a Ellie Goulding pelos críticos.

## Turnês
- First Things First Tour - Neon Trees[34] (2014)
- Honda Civic Tour- American Authors (2014)
- Life Is Beautiful (2014)
- Vans Warped Tour (2013, 2014)
- The Midsummer Station (2013)
- The Other Side Tour (2013)
- Inside a Dream Tour (2018)
- Lonely Generation Digital World Tour (2020)

## Discografia

### Álbuns de estúdio
| Ano  | Título            | Detalhes do álbum | Posição nas paradas | Posição nas paradas | Posição nas paradas | Posição nas paradas | Posição nas paradas | Posição nas paradas | Posição nas paradas | Posição nas paradas |
| Ano  | Título            | Detalhes do álbum | EUA                 | EUA Heat            | EUA Rock            | AUS                 | BEL Fla.            | BEL Val.            | DEN                 | HOL                 |
| ---- | ----------------- | --- | ------------------- | ------------------- | ------------------- | ------------------- | ------------------- | ------------------- | ------------------- | ------------------- |
| 2013 | Talking Dreams    | - 1° álbum de estúdio - Lançado: 8 de outubro de 2013 - Gravadora: Warner Bros. - Formato: CD, LP, download digital   | 38                  | 1                   | 48                  | 45                  | 87                  | 184                 | 23                  | 46                  |
| 2020 | Lonely Generation | - 2° álbum de estúdio - Lançado: 10 de janeiro de 2020 - Gravadora: Echosmith LLC - Formato: CD, LP, download digital | -                   | -                   | -                   | -                   | -                   | -                   | -                   | -                   |

### Extended play
| Título                                                            | Detalhes do álbum                                                                                              | Posição nas paradas |
| Título                                                            | Detalhes do álbum                                                                                              | EUA Heat            |
| ----------------------------------------------------------------- | --- | ------------------- |
| Summer Sampler                                                    | - 1° extended play - Lançado: 11 de junho de 2013 - Gravadora: Warner Bros. - Formato: Download digital        | —                   |
| Acoustic Dreams                                                   | - 2° extended play - Lançado: 10 de junho de 2014 - Gravadora: Warner Bros. - Formato: CD, download digital    | 34                  |
| Inside a Dream                                                    | - 3° extended play - Lançado: 29 de setembro de 2017 - Gravadora: Warner Bros. - Formato: CD, download digital | —                   |
| An Echosmith Christmas                                            | - 4º extended play - Lançado: 10 de novembro de 2017 - Gravadora: Warner Bros. - Formato: Download digital     | —                   |
| "—" denota álbuns lançados que não entraram nas paradas musicais. | |                     |

### Singles
| Ano                                                                | Título                               | Posição nas paradas | Posição nas paradas | Posição nas paradas | Posição nas paradas | Posição nas paradas | Posição nas paradas | Posição nas paradas | Posição nas paradas | Posição nas paradas | Posição nas paradas | Posição nas paradas | Posição nas paradas | Certificações                                         | Álbum                  |
| Ano                                                                | Título                               | EUA                 | EUA Adult           | EUA Alt.            | EUA Pop             | ALE                 | AUS                 | CAN                 | DEN                 | HOL                 | NZL                 | GBR                 | SUE                 | Certificações                                         | Álbum                  |
| ------------------------------------------------------------------ | ------------------------------------ | ------------------- | ------------------- | ------------------- | ------------------- | ------------------- | ------------------- | ------------------- | ------------------- | ------------------- | ------------------- | ------------------- | ------------------- | ----------------------------------------------------- | ---------------------- |
| 2013                                                               | "Cool Kids"                          | 13                  | 5                   | 37                  | 10                  | 8                   | 6                   | 25                  | 6                   | 43                  | 13                  | 17                  | 23                  | - : Platina - : 2× Platina - : Ouro - : Ouro - : Ouro | Talking Dreams         |
| 2013                                                               | "I Heard the Bells on Christmas Day" | —                   | —                   | —                   | —                   | —                   | —                   | —                   | —                   | —                   | —                   | —                   | —                   |                                                       | An Echosmith Christmas |
| 2014                                                               | "Come Together"                      | —                   | —                   | —                   | —                   | —                   | —                   | —                   | —                   | —                   | —                   | —                   | —                   |                                                       | Talking Dreams         |
| 2015                                                               | "Bright"                             | 40                  | 25                  | —                   | 34                  | —                   | —                   | —                   | —                   | —                   | —                   | —                   | —                   |                                                       | Talking Dreams         |
| 2015                                                               | "Let's Love"                         | —                   | —                   | —                   | —                   | —                   | —                   | —                   | —                   | —                   | —                   | —                   | —                   |                                                       | Talking Dreams         |
| 2017                                                               | "Goodbye"                            | —                   | —                   | —                   | —                   | —                   | —                   | —                   | —                   | —                   | —                   | —                   | —                   |                                                       | Inside a Dream         |
| 2017                                                               | "Future Me"                          | —                   | —                   | —                   | —                   | —                   | —                   | —                   | —                   | —                   | —                   | —                   | —                   |                                                       | Inside a Dream         |
| 2017                                                               | "Dear World"                         | —                   | —                   | —                   | —                   | —                   | —                   | —                   | —                   | —                   | —                   | —                   | —                   |                                                       | Inside a Dream         |
| 2018                                                               | "Over My Head"                       | —                   | —                   | —                   | —                   | —                   | —                   | —                   | —                   | —                   | —                   | —                   | —                   |                                                       | Single sem álbum       |
| 2019                                                               | "Reflektor"                          | —                   | —                   | —                   | —                   | —                   | —                   | —                   | —                   | —                   | —                   | —                   | —                   |                                                       | Single sem álbum       |
| 2019                                                               | "Favorite Sound"                     | —                   | —                   | —                   | —                   | —                   | —                   | —                   | —                   | —                   | —                   | —                   | —                   |                                                       | Single sem álbum       |
| 2019                                                               | "God Only Knows (Timbaland Remix)"   | —                   | —                   | —                   | —                   | —                   | —                   | —                   | —                   | —                   | —                   | —                   | —                   |                                                       | Single sem álbum       |
| 2019                                                               | "Lonely Generation"                  | —                   | —                   | —                   | —                   | —                   | —                   | —                   | —                   | —                   | —                   | —                   | —                   |                                                       | Lonely Generation      |
| 2019                                                               | "Shut Up and Kiss Me"                | —                   | —                   | —                   | —                   | —                   | —                   | —                   | —                   | —                   | —                   | —                   | —                   |                                                       | Lonely Generation      |
| 2020                                                               | "Diamonds"                           | —                   | —                   | —                   | —                   | —                   | —                   | —                   | —                   | —                   | —                   | —                   | —                   |                                                       | Lonely Generation      |
| "—" denota singles lançados que não entraram nas paradas musicais. |                                      |                     |                     |                     |                     |                     |                     |                     |                     |                     |                     |                     |                     |                                                       |                        |